# 清代臺灣史學史
清代臺灣史學史，主要從官方的地方志書開始逐漸成形。隨著臺籍文人增多，加上1890年代為了完成《臺灣通志》而出現擴散全臺的地方史採集，
乙未割臺的變局更是加速臺籍文人產生臺灣史的共同認知，形塑出具臺灣本土意識的歷史敘事雛形。

## 清代臺灣史書寫的發展
清代臺灣史的紀錄文字中，方志是這時期非詩詞、遊記類型，有規模在架構臺灣史學的先鋒，並以方志的體例特色，保留下許多地方史蹟、文獻及鄉土史的相關紀錄。
需要特別提及的是，此時期的歷史書寫，並不具備歷史學的學術架構與求真理念，基本停留在書寫歷史、保留資料的程度。但此階段留下的資料、明清檔案及日文史料，成為日治時期至戰後研究臺灣史的重要資料。
清代的臺灣史書寫具時代特色。從清朝成立台廈道開始至十八世紀中葉，以地方高級官員為主導，多是為了服務統治需要與累積官員個人政績；19世紀以後，因能修志的臺籍文人增加，加上急需修志記錄自身與新來的日本殖民政府的不同，這批臺籍漢族文人建立出具本土觀點的歷史論述。

### 十八世紀中以前
除了少數特例，此時期臺灣史的書寫特色為以上令下，集中在臺灣清代前70年間。清代為了有全國性的修志事業，臺灣首任知府蔣毓英動員季麒光、楊芳聲等地方官員與耆老、儒生編修《臺灣府志》，1683年完成，具備宣告臺灣府的始政，依前述蔣毓英版《臺灣府志》所完成的高拱乾《臺灣府志》（1695年），也具備同樣宣告的意圖。
1710年，在清政府成立臺灣府30年後，隨著統治穩定，一府三縣的格局確定後，以周元文修的《重修臺灣府志》為首，出現一批志書。起於新任鳳山縣令宋永清於1704年調來臺灣府，請當時臺灣知府周文元「博採輿論，蒐羅文牘」，並以此為契機，於1714年刊印以高拱乾《臺灣府志》為基礎的增補版《重修臺灣府志》；1714年，周鍾瑄來臺擔任諸羅縣令，因認為諸羅縣納入清朝版圖三十多年未有單獨志書，而聘請修志專家陳夢林來修纂《諸羅縣志》，於1717年刊印；隨即鳳山縣也跟進，鳳山縣令李丕煜於1717年開始編纂，1719年刊行；臺灣縣在獨缺本地沒有志書的狀況下，由知府俞兆岳（因升職後為王珍繼任）、海防同知王禮在侏羅、鳳山兩志的刺激下，編纂刊行《臺灣縣志》。
1730至1750年代間又出現一批志書：三部府志、兩部縣志。劉良璧《重修福建臺灣府志》（簡稱《劉志》）為1723年以割諸羅縣虎尾溪以北增設淡水廳、以南彰化縣為契機而編纂；范咸《重修臺灣府志》（簡稱《范志》，1747）、余文儀《續修臺灣府志》（簡稱《余志》）皆是對前志的補充。《重修臺灣縣志》、《重修鳳山縣志》則是此編纂事業的延續。邑令魯鼎梅《重修臺灣縣志》增補《范志》之缺；《重修鳳山縣志》則是在余文儀、覺羅四明委託海東書院黃佾編修多部方志下完成，其他還包含前述的《余志》，及目前不知下落的《諸羅縣志》、《彰化縣志》。
這種傳統脈絡下，修志通常與增置行政區的環節之一，由地方首長帶領完成，基本是官員作為個人政績及炫耀之用的成果，統治意義遠大於實際地方的紀錄與參與。臺灣的文人、仕紳在編纂的過程中，因清代當地人不能在任當地地方官員的限制，加上清政府甫成立臺灣府，較無科考功名高的人才，因此地方人物在參與修志工作時僅能擔任一些不受重視的角色，或是儘管有親自調查、採訪、執筆，卻因無法擔任修志之總裁、總理、總纂、總輯等職位，編纂後成果只能成為地方高級官員的個人政績。
依照方豪教授對清代方志刻本的研究，此階段參與修志中實際工作的，幾乎都是臺灣本地人，並且是當時最優秀的文人。忽略方志多有傳抄前作之成果，保存、開闢的資料量較低，貢獻較最早的幾部少，方豪教授考據之成果僅限清初（詳見下表）。
| 人名   | 所修志書                                                                                   | 簡介 |
| 王喜   | 《臺灣志》作者（散逸）、高拱乾《臺灣府志》分訂                                             | 臺南人，貢生。 《劉志》卷十六選舉，在康熙27年（1688年）貢生提到：「府學，手輯『臺志』，舊志創始，多採其原本。」                                                                                             |
| 王璋   | 高拱乾《臺灣府志》分訂                                                                     | 《劉志》卷十七提：「王璋字昂伯，臺灣人，康熙癸酉舉人，三十四年分修臺灣郡志。初為雲南宜良令，潔己愛民，丁母艱，百姓數千籲留於雲撫，璋素服從簡間道旋家。服闋，起知湖廣房縣；尋陞□部主事，遷監察御史，卒於官。 |
| 王弼   | 高拱乾《臺灣府志》分訂                                                                     | 康熙二十八年貢生，臺灣，松溪訓導，康熙三十四年分修郡志。 |
| 陳逸   | 高拱乾《臺灣府志》分訂、周鍾瑄《諸羅縣志》分修、王珍《鳳山縣志》編次                       | 康熙三十二年貢生，臺灣，福安訓導，康熙三十四年分修郡志，五十八年分修《諸羅志》。 |
| 黃巍   | 高拱乾《臺灣府志》分訂                                                                     | 康熙三十年貢生，鳳山，康熙三十四年分修郡志。 |
| 馬廷對 | 高拱乾《臺灣府志》分訂                                                                     | 康熙三十二年貢生，諸囉，南安訓導，康熙三十四年分修郡志；四十三年董建諸羅學宮。 |
| 馮士𤾗 | 高拱乾《臺灣府志》分訂                                                                     | 監生，諸羅縣人。 |
| 張銓   | 高拱乾《臺灣府志》分訂                                                                     | 康熙三十八年貢生，府學，歸化訓導，康熙三十四年分修郡志。 |
| 陳文達 | 高拱乾《臺灣府志》分訂、周元文《臺灣府志》分訂、王珍《鳳山縣志》編纂、王禮《臺灣縣志》編纂 | 康熙四十六年貢生，府學，康熙三十四年分修郡志，五十八、九等年分修臺、鳳二邑志。 |
| 鄭萼達 | 高拱乾《臺灣府志》分訂                                                                     | 康熙三十四年貢生，臺灣，永福訓導，康熙三十四年分修郡志。 |
| 金繼美 | 高拱乾《臺灣府志》分訂、周元文《臺灣府志》分訂                                             | 康熙五十四年貢生，臺灣，康熙三十四年分修郡志。 |
| 張紹茂 | 高拱乾《臺灣府志》分訂                                                                     | 生員，鳳山縣人。 |
| 柯廷樹 | 高拱乾《臺灣府志》分訂                                                                     | 生員，鳳山縣人。 |
| 張僊客 | 高拱乾《臺灣府志》分訂                                                                     | 生員，鳳山縣人。 |
| 盧賢   | 高拱乾《臺灣府志》分訂                                                                     | 康熙三十六年恩貢，諸羅，康熙三十四年分修郡志。 |
| 洪成度 | 高拱乾《臺灣府志》分訂、周元文《臺灣府志》分訂                                             | 諸羅，康熙五十二年貢生。 |
| 張纘緒 | 周元文《臺灣府志》分訂                                                                     | 字繩武，臺灣，康熙五十年貢生，同安教諭。 |
| 郭必捷 | 周元文《臺灣府志》分訂                                                                     | 字汝泰，臺灣，康熙四十八年貢生，寧洋訓導。 |
| 林中桂 | 周元文《臺灣府志》分訂、周鍾瑄《諸羅縣志》編次、王禮《臺灣縣志》編纂                       | 諸羅，康熙三十六年貢生。 |
| 李欽文 | 周元文《臺灣府志》分訂、周鍾瑄《諸羅縣志》編纂、王珍《鳳山縣志》編纂、王禮《臺灣縣志》編纂 | 鳳山，康熙六十年貢生，南靖訓導，康熙五十八、九等年分修臺、鳳、諸三邑志。 |
| 張雲抗 | 周元文《臺灣府志》分訂                                                                     | 臺灣，生員。 |
| 盧芳型 | 周元文《臺灣府志》分訂                                                                     | 字愧如，臺灣，例貢。 |
| 蔡孟弼 | 周元文《臺灣府志》分訂                                                                     | 臺灣，康熙五十二年貢生。 |
| 劉榮袞 | 周元文《臺灣府志》分訂                                                                     | 字子玉，臺灣，康熙五十八年貢生。 |
| 石鐘英 | 周元文《臺灣府志》分訂                                                                     | 字萃兩，臺灣，康熙六十年貢生。 |
| 陳慧   | 周鍾瑄《諸羅縣志》分修、王珍《鳳山縣志》編纂                                               | 雍正七年貢生，諸羅，分修《諸羅縣志》。 |
| 張士箱 | 王禮《臺灣縣志》編纂                                                                       | 雍正十年貢生，府學，漳州訓導，康熙五十九年分修《臺灣縣志》 |
| 陳邦傑 | 劉良壁《臺灣府志》分輯                                                                     | 雍正十三年舉人，府學，拔貢。 |
| 陳輝   | 劉良壁《臺灣府志》分輯                                                                     | 乾隆三年舉人，台灣，增生。 |
| 張從政 | 劉良壁《臺灣府志》分輯                                                                     | 雍正元年恩貢，臺灣，揀選州判。 |
| 黃佺   | 劉良壁《臺灣府志》分輯                                                                     | 雍正十二年貢生，臺灣，廩拔，乾隆元年揀選，引薦養心殿，奉旨以州判用。 |
| 范學洙 | 劉良壁《臺灣府志》分輯                                                                     | 乾隆六年貢生，府學。 |

### 十九世紀末至日治初期

#### 傳統志書
清初的修志風氣依舊延續，如1840年代《噶瑪蘭廳志》即是1810年噶瑪蘭納入版圖後所產生的；《澎湖廳志》也是在清末海防要緊時所增加之產物；1890年代《恆春縣志》、《苗栗縣志》都因為新設行政區（1875年設恆春縣、1887年設苗栗縣）而出現；最明顯的是1890年代的《臺灣通志》，即是因1880年代臺灣建省，為了這全新的統治階段而出現。
到了1890年代，為了編纂《臺灣通志》，展開了涵蓋福建臺灣省全境的修志採訪工作，許多臺灣士人被動員投入此次的田野采訪工作，並依照通志局的規定格式，撰寫采訪冊，部分成果在清代完成。如：《臺灣縣采訪冊》、《新竹縣采訪冊》、《臺灣捒東上堡採訪冊》、《雲林縣採訪冊》、《鳳山縣采訪冊》、《臺東州采訪修志冊》；另一部分，至日治初期完成。基於清末臺灣已有撰寫方志的人才、經驗，這些士人與耆老也成為日本殖民臺灣後延攬撰寫地方志、協助地方調查的對象，同時，尚未完成的《臺灣通志》也已經累積諸多資料，日治初期諸多地方志若有臺灣人參與其間，可視為清末修纂《臺灣通志》的延展，並在日治初期增補後完成（詳見下表）。
| 書名                   | 年代      | 備註                                     |
| 新竹縣制度考           | 1896      |                                          |
| 舊雲林縣制度考         | 1896      |                                          |
| 新竹縣志初稿           | 1897      |                                          |
| 台南縣志               | 1897-1899 | 蔡國琳應台南縣之邀請修纂。               |
| 苑裡志                 | 1897      | 蔡振豐應苑裡辦務署之委託撰寫。           |
| 樹杞林志               | 1898      | 林百川、林學源應樹杞林辨務署之委託撰寫。 |
| 安平縣雜記             | 1898      |                                          |
| 嘉義管內打貓各堡採訪冊 | 1898      |                                          |
| 臺中沿革志             | 1898      |                                          |
| 集集堡志略             | 1900      |                                          |
| 鳳山廳館內概況         | 1902      |                                          |
| 臺灣形勢概要           | 1902      |                                          |
| 南部臺灣誌             | 1902      |                                          |
| 台北廳志               | 1903      |                                          |
| 桃園廳志               | 1906      |                                          |
| 新竹廳志               | 1907      |                                          |
| 澎湖風土記             | 1910      |                                          |

#### 清代臺灣史寫作的轉變
日治初期漢文、漢學成為殖民政府拉攏臺灣漢移民的工具之一，加上日本明治維新後漢學在日本本土逐漸不受重視，許多日本漢學者也加入臺灣漢族文人活動，成為一種殖民政府與日本漢學者擔任「教練」，臺灣漢族文人為「跑者」所發展出漢文詩社林立的時期。雖此時詩社的詩文受到當局控制，但頻繁且數量眾多的活動下，形成類似「沙龍」的文藝社交場合，逐漸使台灣漢族文人形成具有橫向連結的網絡，對日後士紳間的社會運動、文化運動的幫助不可被忽視。
另一蛻變為非韻文類的著作，有：思痛子《台海思慟錄》（1896年）、吳德功《讓台記》（1897年）、洪棄生《瀛海偕亡記》（1906年）與《寄鶴齋選集》。這些主要是受到乙未割台刺激下而觸發。面對福建臺灣省被清政府當作替罪羔羊割讓給日本，使文人產生被遺棄之感，又面對乙未割臺戰爭時清朝官員、上層仕紳（丘逢甲、唐景崧等）號招臺籍民眾抗戰後棄臺遁逃，被留下的台籍百姓反而死於戰爭，家鄉又被戰火燒毀，這種被出賣、被遺棄、家毀人亡的情緒，成為日治初期傳統志書體系之外，清代文人書寫歷史的重要動機。

## 相關研究工具
目前以臺灣銀行經濟研究室出版的一系列臺灣相關文獻為主要編纂來源，中央研究院臺灣史研究所成立「臺灣文獻叢刊資料庫」可提供完整且有明確版本的文獻，可全文搜索。